# Henman (calciatore)
Henman (fl. XIX-XX secolo) è stato un calciatore svizzero, di ruolo centrocampista.

## Carriera
Calciatore svizzero di cui è ignoto il nome, militò nel Genoa nel 1900. Con i genovesi conquistò la vittoria del campionato italiano di calcio al termine della finale del 22 aprile, che vide i genoani prevalere sul Torinese per 3-1.

## Palmarès

### Calciatore

#### Club

##### Competizioni nazionali
- Campionato italiano: 1

Genoa: 1900